# شهرستان فضولی
فضولی (به لاتین Füzuli) نام بخشی است در جنوب جمهوری آذربایجان و در کرانه شمالی رود ارس که با ایران هم‌مرز است. مرکز این بخش شهری به همین نام است که در سال ۱۸۲۷ میلادی توسط روس‌ها تحت عنوان کاریاگینو تأسیس شد ولی در سال ۱۹۵۲ میلادی به نام شاعر بزرگ محمد فضولی، تغییر نام یافت. حدود یک سوم این بخش تحت کنترل ارمنستان بود.